# Cheirogaleus medius
Lêmure-anão-de-cauda-grossa (Cheirogaleus medius) é um primata endémico de Madagáscar. É um dos primatas de menores dimensões.
É o primeiro primata de zonas tropicais em que foi demonstrada a ocorrência de hibernação. Apesar de o clima não ser muito frio no inverno, a estação é seca, provocando esta adaptação.
Tal como acontece com outros lêmures, esta espécie é capaz de acumular reservas de gordura na sua cauda. Esta gordura serve como fonte energética durante o período de dormência.